# Franz Grashof
Franz Grashof (Düsseldorf, 11 luglio 1826 – Karlsruhe, 26 ottobre 1893) è stato un ingegnere tedesco e professore di meccanica applicata presso il Karlsruher Institut für Technologie.
Da lui prendono il nome il gruppo adimensionale di Grashof, utilizzato in termofluidodinamica, e il criterio di resistenza di Grashof.

## Biografia
Nato a Düsseldorf, in Germania, Grashof passò i primi anni scolastici nella città natale. Abbandonò gli studi a 15 anni per lavorare come meccanico, per poi frequentare l'istituto tecnico di Hagen.
Trasferitosi a Berlino, dal 1844 al 1847 studiò matematica, fisica e progettazione di macchine presso il Gewerbeinstitut. In seguito, dopo un anno dedicato al servizio militare, Grashof si imbarcò per tre anni su una nave come marinaio, per poi tornare a Berlino nel 1851 e riprendere gli studi l'anno successivo. Nel 1854 divenne insegnante di matematica e meccanica presso il Gewerbeinstitut.
Il 12 maggio 1856, fondò, insieme ad altre ventidue persone, il Verein Deutscher Ingenieure (VDI, in italiano associazione degli ingegneri tedeschi). Nel 1863 divenne professore di meccanica applicata e teoria delle macchine presso il Karlsruher Institut für Technologie di Karlsruhe, succedendo al suo predecessore appena deceduto. Restò a Karlsruhe per occuparsi di studio dei materiali, idraulica e termodinamica.
Nel 1887 divenne un membro onorario del VDI. Venne colpito da due ictus, nel 1883 e nel 1891, che lo costrinsero progressivamente ad abbandonare le sue attività, fino alla morte nel 1893.